# Open de Tenis Comunidad Valenciana 2006
L'Open de Tenis Comunidad Valenciana 2006 è stato un torneo di tennis giocato sulla terra rossa.
È stata la 12ª edizione dell'Open de Tenis Comunidad Valenciana,
che fa parte della categoria International Series nell'ambito dell'ATP Tour 2006.
Si è giocato nel Club de Tenis Valencia di Valencia in Spagna,
dal 10 al 16 aprile 2006.

## Campioni

### Singolare
Nicolás Almagro ha battuto in finale  Gilles Simon con il punteggio di 6–2, 6–3

### Doppio
David Škoch /  Tomáš Zíb hanno battuto in finale  Lukáš Dlouhý /  Pavel Vízner con il punteggio di 6–4, 6–3